# Filtro medicinal

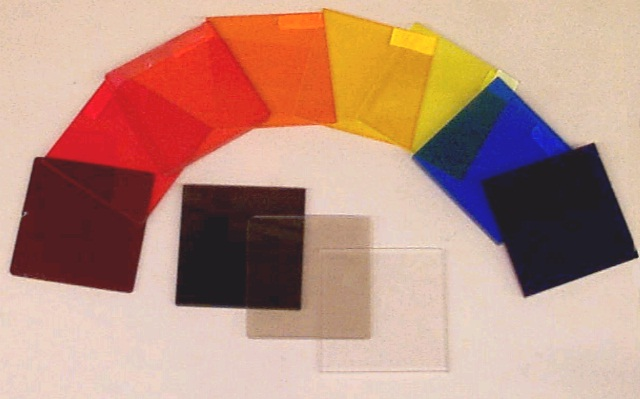
Filtros coloridos e de densidade neutra

Filtros medicinais são lentes com coloração rigorosamente controlada para barrar a passagem de comprimentos específicos de onda luminosa, aplicadas em óculos, com a finalidade de melhorar a visão de portadores de certas doenças ou disfunções da visão. Através de exames clínicos, observa-se que determinados pacientes têm sensibilidade a certos espectros de onda luminosa. Esta sensibilidade se manifesta pelo ofuscamento, que leva ao desconforto visual e à astenopia. Nestes casos, o uso dos filtros proporcionam maior conforto visual e melhora da sensibilidade ao contraste destes pacientes.
Fonte: Carvalho, K. (2014): Prescrição de Filtros Medicinais em Baixa Visão. Universo Visual, nº 79, Julho/Agosto 2014